# 南関町立南関第三小学校
南関町立南関第三小学校（なんかんちょうりつなんかんだいさんしょうがっこう）は、熊本県玉名郡南関町大字相谷にある公立の小学校。

## 概要
歴史
1874年（明治7年）に創立した小学校4校が改編・統合を経て1909年（明治42年）に「大原尋常小学校」となる。現校名となったのは1955年（昭和30年）。2024年（令和6年）に創立150年（統合115年）を迎えた。
学校教育目標
「やさしく・しっかり考え・たくましい南関三小っ子の育成」
校章
校歌
1962年（昭和37年）制定。
通学区域
南関町のうち「大字小原、相谷、肥猪町、肥猪、豊永（尾田・国道3・国道4を除く東豊永区）」。中学校区は南関町立南関中学校。

## 沿革
前史
- 1874年（明治7年） - 「坂上小学校」、「小原小学校」、「相谷小学校」、「肥猪小学校」が創立。
- 1887年（明治20年）頃 - 小学校令施行により、簡易科を設置の上、簡易科教場となる。
  - 「坂上小学簡易教場」、「小原小学簡易教場」、「相谷小学簡易教場」、「肥猪小学簡易教場」
- 1889年（明治22年）4月1日 - 町村制施行により、玉名郡1町（肥猪）および4村（肥猪、相谷、小原、豊永（大部分））が合併し、「大原村」が発足。
- 1890年（明治23年）頃 - 尋常科を設置の上、尋常小学校となる。
  - 「尋常坂上小学校」、「尋常小原小学校」、「尋常相谷小学校」、「尋常肥猪小学校」
- 1892年（明治25年）- 以下の様に改称。
  - 「坂上尋常小学校」、「小原尋常小学校」、「相谷尋常小学校」、「肥猪尋常小学校」
- 1901年（明治34年）
  - 尋常小学校2校（相谷・肥猪）が統合し「大原東尋常小学校」となる。
  - 尋常小学校2校（坂上・小原）が統合し「大原西尋常小学校」となる。
- 1908年（明治41年）4月 - 改正小学校令により、尋常科（義務教育年限）が4年制から6年制に改められる。尋常科5年を新設。
- 1909年（明治42年）4月 - 尋常科6年を新設。

統合
- 1909年（明治42年）- 上記小学校2校（大原東・大原西）が統合し、「大原尋常小学校」が発足。玉名郡玉名北高等小学校[2]の校地に移転。
- 1911年（明治44年）- 高等科（2年制）を併置の上、「大原尋常高等小学校」（尋常科6年・高等科2年）に改称。
- 1917年（大正6年）- 農業補習学校が併置される。
- 1927年（昭和2年）- 講堂が完成。
- 1941年（昭和16年）4月1日 - 国民学校令施行により、「玉名郡大原村大原国民学校」に改称。尋常科を初等科に改める。
- 1947年（昭和22年）4月1日 - 学制改革が行われる（六・三制の実施）
  - 国民学校初等科は、新制小学校「大原村立大原小学校」に改組・改称。
  - 国民学校高等科は青年学校普通科とともに、新制中学校「大原村立大原中学校」に改組・改称。小学校に併設される。
- 1955年（昭和30年）4月1日 - 大原村が南関町に合併したことにより、「南関町立南関第三小学校」（現校名）に改称。
- 1962年（昭和37年）- 校歌を制定。
- 1963年（昭和38年）9月 - 校旗を制定。
- 1978年（昭和43年）5月 - 新校舎が完成し移転を完了。
- 1974年（昭和44年）
  - 6月 - プールが完成。
  - 8月 - 運動場拡張。
- 1978年（昭和53年）3月 - 体育館が完成。
- 1980年（昭和55年）4月 - 歩道橋が完成。
- 1982年（昭和57年）- 南校舎および音楽棟が完成。
- 1990年（平成2年）3月 - 管理棟（北校舎）が完成。
- 2000年（平成12年）- 櫨の木が南関町文化財に指定される。
- 2006年（平成18年）- 運動場に照明施設を設置。
- 2009年（平成21年）4月 - 2学期制を導入。
- 2014年（平成26年）3月 - 体育館の耐震改修工事が完了。
- 2016年（平成28年）
  - 2月 - 南側教室棟の耐震改修工事が完了。
  - この年- 学校林「学びの森」を整備。

## 交通アクセス
最寄りのバス停留所
- 九州産交バス 「大原郵便局前」停留所

最寄りの幹線道路
- 国道443号

## 周辺
- 大原郵便局